# Стејтенвил (Џорџија)
Стејтенвил (енгл. Statenville) насељено је место без административног статуса у америчкој савезној држави Џорџија.

## Демографија
По попису из 2010. године број становника је 1.040.
| Група             | 2000.    | 2010.       |
| Белци             | 0 (0,0%) | 560 (53,8%) |
| Афроамериканци    | 0 (0,0%) | 122 (11,7%) |
| Азијати           | 0 (0,0%) | 9 (0,9%)    |
| Хиспаноамериканци | 0 (0,0%) | 304 (29,2%) |
| Укупно            | 0        | 1.040       |